# Syllitus buloloensis
Syllitus buloloensis är en skalbaggsart som beskrevs av J. Linsley Gressitt 1959. Syllitus buloloensis ingår i släktet Syllitus och familjen långhorningar. Inga underarter finns listade i Catalogue of Life.